# Pomorska kriminalno-preiskovalna služba
Pomorska kriminalno-preiskovalna služba (angleško Naval Criminal Investigation Service; kratica NCIS) je zvezna varnostno-obveščevalna služba, ki deluje v okviru Ministrstva za obrambo Združenih držav Amerike.

## Namen
NCIS opravlja naslednje naloge:
- preprečevanje in preiskava zločinov, ki lahko ogrozijo bojno pripravljenost VM ZDA in KMP ZDA,
- preprečevanje terorizma,
- ohranjanje tajnosti in
- zmanjševanje kriminala.

## Mediji
2003 se je pričela nova televizijska nadaljevanka Preiskovalci na delu: NCIS ki prikazuje delovanje te službe.